# ليونغ بيك
ولد ليونغ بيك-وو عام 1845 – 1911م أسم اخر (تاي-واه) والمعروف أيضاً بأسم السيد بيك باللغة الصينية:先生璧 وكان أحد معلمي فن الوينج تشون وكان أحد معلمي ييب مان

## حياته
بدأ ليونغ بيك في سن مبكرة ممارسة فن الوينج تشون عند ابيه ليونغ جان ومارس الوينج تشون ايضاً عند وونغ واه بو (黃華 寶).  بحلول ذلك الوقت، كانت  مهارات الوينج تشون  عند ليونغ بيك في أشكالها الأكثر اكتمالًا، والتي تشمل ثلاثة أشكال موك يان يونغ، و سيوف الفراشة، بالإضافة إلى التشي كونغ.
بسبب الوضع السياسي في أواخر عهد حكومة تشينغ، غادر ليونغ فوشان إلى هونغ كونغ، حيث كان يكسب رزقه في إدارة أعمال الحرير في شارع تشاي واي (乍 畏 街) (المعروف حاليًا بـ شارع جيرفوا) في شيونغ وان.
في عام 1909، تم تقديم ليونغ إلى ييب مان من قبل زميل صديق ييب الذي يدعى لاي، الذي كان أيضًا ابن صديق ليونغ.  تحدى ليونغ ييب في مباراة ودية  في منزل صديق ييب لاي، وبعدها هزم ليونغ ييب مرتين وغادر ييب دون كلمة.  متأثراً بمهارة الشاب، طلب ليونغ من لاي أن يعود مع ييب المحبط وتدريبه حتى وفاته في عام 1911.

## أحفاده وأولاده
الابن الأول: بالصينية: ليونغ شيو-هونغ (梁肇鴻)، اسم أخر سام بي (心 培) - ولد في عام 1880، وكان أيضًا ماهرًا في فنون الدفاع عن النفس، وكان رجل أعمال، بسبب الانكماش الاقتصادي، توفي بسبب الاكتئاب في عام 1929.
حفيد: ليونغ مان لوك بالصينية: (梁文 樂): ابن ليونغ شيو هونغ، ممارس الوينج تشون من الجيل السابع، يقيم حاليًا في هونغ كونغ.
الحفيدة الكبرى: ليونغ لاي-نجور بالصينية: (梁麗娥) - مقيمة حاليًا في كندا.
الحفيدة الكبرى: ليونغ تشوي بالصينية: (梁 彩) - مقيمة حاليًا في منطقة نانهاي.
الابن الثاني: ليونغ شيو- كاو بالصينية: (梁 肇 球)، اسم اخر تينغ-بي (鼎 培) - من مواليد 1886، لا توجد معلومات معروفة، يفترض أنه متوفى.

## طالع أيضًا
- وينج تشون
- تاي تشي
- ليونغ جان
- ييب مان
- ووشو